# Géza Frid
Géza Frid (Máramarossziget, 25 de gener de 1904 – Beverwijk, 13 de setembre de 1989) fou un compositor i pianista hongarès.
Frid va néixer a la regió dels Máramaros d'Hongria (actualment Romania) i estudià piano i composició a Budapest amb Zoltán Kodály i Béla Bartók. El 1929 s'instal·là a Amsterdam i es convertí en ciutadà holandès el 1948.
Frid va donar molts recitals de piano per a tot el món. Itàlia (1926-1951 i 1965), Indonèsia (1948-1949-1951 i 1956), Siam i Egipte (1951), Israel (1962-1965 i 1967), la Unió Soviètica (1963), Sud i Nord-amèrica (1965 i 1967), Turquia (1965), Els Països Baixos (1967), Surinam i les Antilles Neerlandeses (1970), els Estats Units (1970 i 1974), Hongria (1971 i 1974). Durant la Segona Guerra Mundial, Frid restà activament en la Resistència.
Ensenyà música de cambra en el Conservatori de Música d'Utrecht.
El 1976 el seu llibre Oog en oog...(Cara a cara amb...Tolstoi, T. Mann, G. Bomans, B. Mussolini, W. Mengelberg, B. Bartók i M. Ravel), va ser publicat per l'editorial Heuff. El 1984 aparegueren les seves memòries In 80 jaar de Wereld rond publicades per Strengholt. El 1999 Donemus va publicar-li un fullet.
El 1949 rebé el premi de la música de la ciutat d'Amsterdam per Paradou (Fantasia Simfònica), el 1950 el segon premi en el concurs Wereldomroep –KNTV- per Variaties op een Nederlands Volkslied (Variacions sobre el folklore holandès), per a cor i orquestra, i el 1951 el tercer premi al «Concours International pour Quatuor à Cordes» pel seu Quartet de corda núm. 3. El 1954 fou guardonat amb el premi de música de la ciutat d'Amsterdam per Estudis Simfònics, el 1956 el segon premi del Govern del Països Baixos per la Sonata op. 50, per a violí i piano, i el quart premi al «Concours International pour Quatuor à Cordes» pel seu Quartet de corda núm. 4. El 1990 fou guardonat amb el premi Bartók a títol pòstum donat per la Ferenc Liszt Hochschule de Budapest.